# Schweizerisches Lebensmittelbuch
Das Schweizerische Lebensmittelbuch (SLMB) war eine amtliche Sammlung von Empfehlungen des Schweizer Bundesrates, die er teilweise auch als verbindlich erklärte, wie Lebensmittel, Zusatzstoffe und Gebrauchsgegenstände zu untersuchen und zu beurteilen sind. Herausgegeben wurde es vom Bundesamt für Gesundheit. Mit dem Inkrafttreten der neuen Lebensmittelgesetzgebung im Mai 2017 wurde das SLMB zurückgezogen.
Im Jahr 1899 wurde das SLMB erstmals veröffentlicht. Grundlage war ab 1992 das Bundesgesetz über Lebensmittel und Gebrauchsgegenstände, Artikel 37.
Bis zum Jahr 2000 wurde das SLMB in gedruckter Form veröffentlicht in mehreren Ringordnern und mit regelmässigen Nachlieferungen. Ab 2001 war es nur noch als CD-ROM erhältlich und wurde von 2005 bis 2017 es als internetbasierte Anwendung geführt. Die Benutzung war nach einer Registrierung kostenlos.
Gegliedert war es in vier Hauptgebiete:
- Matrizes (Lebensmittel, Kosmetika, Gebrauchsgegenstände und Tabak)
- Analyte (inkl. physikalische und physikalisch-chemische Parameter)
- Methoden
- Rechtstexte (nationale und internationale Gesetze, Verordnungen und Interpretationshilfen)